# Sony Mobile
Sony Mobile Communications Inc. (japoneză ソニーモバイルコミュニケーションズ株式会社) a fost o companie multinațională de telecomunicație fondată la 1 octombrie 2001 ca un parteneriat între Sony și Ericsson. A fost încorporată original ca Sony Ericsson Mobile Communications, și avea sediul în Londra, Anglia, până când Sony a achiziționat acțiunile lui Ericsson în parteneriat pe 16 februarie 2012.
Pe 1 aprilie 2021, Sony și-a integrat afacerile de electronice inclusiv Sony Mobile într-o singură companie numită Sony Corporation.
Înainte de 1 aprilie 2021, Sony Mobile a creat smartphone-uri cu Android sub numele de submarcă Xperia; a mai dezvoltat de asemenea calculatoare tabletă (Sony Tablet), smartwatch-uri (Sony SmartWatch) și trackere de fitness (Sony SmartBand), alături de accesorii și software pentru dispozitive.
Sony Mobile a avut facilități de cercetare și dezvoltare în Lund, Suedia; Beijing, China; Tokyo, Japonia; și San Francisco, Statele Unite. La apogeul său în 2007, Sony Ericsson, predecesorul lui Sony Mobile, avea 9 procente din cota globală de piață a telefoanelor mobile făcându-l al patrulea cel mai mare furnizor la acea vreme. În 2017, Sony Mobile avea mai puțin de 1% din cota globală de piață însă 4,8% în Europa și 16,3% în Japonia.